# Tommy Lioutas
Tommy Lioutas est un acteur canadien, né le 18 novembre 1983 à Toronto en Ontario (Canada).

## Filmographie
Best years (saison 2)
- 2007 : Le Combat d'une femme (A Life Interrupted) (TV)
- 2008 : Le Défi de Kylie (The Circuit) (TV)
- 2008 : Ma famille en cadeau (Will You Merry Me) (TV)